# 亀山助清
亀山 助清（かめやま すけきよ、1954年11月9日 - 2013年1月26日）は、日本の声優、俳優。希楽星に所属していた。宮城県石巻市出身。

## 略歴
小さい頃から目立つこと、人を笑わせるのが好きであったという。
宮城県石巻高等学校卒業。日本大学芸術学部演劇学科卒業。
大学在学中に川路夏子に師事。
川路夏子演技教室を経て、生前は同人舎プロダクション、プロダクションエム・スリー、希楽星に所属していた。ヴォイス&アクターズ道場前道場主。
俳優としてトリックすたあで活動し、テレビドラマに脇役で出演する事も多く、2003年に八代駿が死去してからは、彼に代わって『くまのプーさん』のプーの3代目日本語版声優を務め、約10年間演じていた。
2013年1月26日午前、悪性リンパ腫に伴う肺炎のため、埼玉県内の病院で死去。58歳没。

## 人物
声優としては、情けない小市民的な演技が光っていた名バイプレーヤー。『ぴえろ魔法少女シリーズ』との縁が深かった。
俳優としては、CM、テレビドラマへの出演も多く、CMでは『エバラ焼肉のタレ』の夫役で知られていた。

## 後任
亀山の死後、持ち役を引き継いだ人物は以下の通り。
| 後任       | キャラクター名   | 概要作品                     | 後任の初担当作品                                 |
| ---------- | ---------------- | ---------------------------- | ------------------------------------------------ |
| 岩崎ひろし | クライテン       | 『宇宙船レッド・ドワーフ号』 | 第9シリーズ                                      |
| 逸見廣大   | アンコラ         | 『それいけ!アンパンマン』    | 2016年11月25日放送分Bパート                      |
| 中村建彦   | カラバッチョの父 | 『はなかっぱ』               | 『はなかっぱ 花さけ!パッカ〜ん♪ 蝶の国の大冒険』 |
| かぬか光明 | プー             | くまのプーさんシリーズ       | 東京ディズニーランド                             |
| チョー     | ニードルマン     | モンスターズ・インクシリーズ | 『モンスターズ・ワーク』                         |

## 出演
太字はメインキャラクター。

### テレビアニメ
1979年
- キャプテン・フューチャー（ロリンジャー 他）

1982年
- 逆転イッパツマン（兼子営業部員）
- ダッシュ勝平（部員B）
- 忍者マン一平
- パタリロ!
- 魔法のプリンセス ミンキーモモ（1982年 - 1983年、司令、殺し屋、ギャングD、少将、ハルク）

1983年
- ときめきトゥナイト（歯科医、社員B）
- 特装機兵ドルバック（ピエール・ボナパルト）
- 魔法の天使クリィミーマミ（1983年 - 1984年、木所隼人）
- 未来警察ウラシマン（ハゲタカ）

1984年
- OKAWARI-BOY スターザンS（部下、ET C）
- チックンタックン
- 魔法の妖精ペルシャ（1984年 - 1985年、メソメソ）
- らんぽう（カラ太郎）

1985年
- 蒼き流星SPTレイズナー（職員B）
- うる星やつら（三平）
- キャッツ♥アイ
- ダーティペア（ロミオ、太郎）
- タッチ（1985年 - 1986年、都築、野球部長）
- ハイスクール!奇面組（1985年 - 1986年、骨岸無造、骨岸無駄郎）
- 魔法のスターマジカルエミ（塩沢進）

1986年
- あんみつ姫（ポテトチップ、係員）
- 魔法のアイドルパステルユーミ（ムスタキ、イマイ君）
- めぞん一刻（ミツオ、明日菜の父）
- ロボタン

1987年
- がんばれ!キッカーズ（高田哲也の父）
- ウルトラB（奈良野ダイブツ）
- のらくろクン（1987年 - 1988年、犬川）
- Bugってハニー
- ボスコアドベンチャー（司令官）

1988年
- ついでにとんちんかん（馬野鹿夫、宇宙人〈助手〉〈2代目〉）
- それいけ!アンパンマン（1988年 - 2012年、アンコラ〈初代〉、トータ〈初代〉）

1989年
- 昆虫物語 みなしごハッチ（1989年 - 1990年、ハチオ君、セブン、トラフ）
- ジャングル大帝（新）（トニー）
- たいむとらぶるトンデケマン!（1989年 - 1990年、ニセトンデケマン、レフト）
- まじかるハット（1989年 - 1990年、クンチャン、Z・ザウラー、ソルト星人）

1990年
- 江戸っ子ボーイ がってん太助（キララこうづけ）
- らんま1/2 熱闘編（バカ殿）
- 笑ゥせぇるすまん（深井）

1991年
- からくり剣豪伝ムサシロード（綾麿）
- 楽しいムーミン一家 冒険日記（盗賊ノッポ）

1992年
- クッキングパパ（浜原）
- サラダ十勇士トマトマン（そんなバナナ）
- 魔法のプリンセス ミンキーモモ 夢を抱きしめて（はにわ）
- 丸出だめ夫（ボスの部下A）
- ヨーヨーの猫つまみ（そうぎ屋）

1994年
- 赤ずきんチャチャ（トコヤーサン、モドキング）
- おまかせスクラッパーズ（広田まじめ）
- 魔法陣グルグル（カセギ）

1995年
- 飛べ!イサミ（59号 / 平助）

1996年
- 赤ちゃんと僕（木村源一）
- 天空のエスカフローネ（番頭）
- はじめ人間ゴン（かみさま）
- るろうに剣心 -明治剣客浪漫譚-（警察署長）

1997年
- HARELUYA II BØY（佐野助）
- YAT安心!宇宙旅行（瀬古田）

1999年
- ごぞんじ!月光仮面くん（1999年 - 2000年、ゴースト）
- パワーストーン（殿様）
- 魔法使いTai!（評論家）

2000年
- 幻想魔伝 最遊記（ピー）
- 真・女神転生デビチル（2000年 - 2001年、要広海）
- 金田一少年の事件簿（吉行淳）
- レレレの天才バカボン（花山カオル、成金じいさん）

2001年
- 学園戦記ムリョウ（ザイグル星工作員 / コートの男）
- Cosmic Baton Girl コメットさん☆（お悩み解決ビト）
- パラッパラッパー（ドーベルマン）
- ポケットモンスター（ラング）

2002年
- サイボーグ009 THE CYBORG SOLDIER（ドクターマム氏）
- 真・女神転生Dチルドレン ライト&ダーク（イワサウラス）

2003年
- 金色のガッシュベル!!（房市一郎）
- ミッドナイトホラースクール（サラマン先生、ベンダーマシーン）

2004年
- サムライチャンプルー（安藤右堀）
- ななみちゃん（エッフェル、黒川）
- モンキー・パンチ漫画活動大写真（2004年 - 2005年）
- 陸奥圓明流外伝 修羅の刻（柳生但馬守宗矩）

2005年
- ジパング（辻政信）

2006年
- まじめにふまじめ かいけつゾロリ（ゴゲロベッチ）
- RED GARDEN（ラウル）

2007年
- 人造昆虫カブトボーグ V×V（シドニー・マンソン）
- 名探偵コナン（木塚修）

2010年
- それでも町は廻っている（亀井堂のじいちゃん）
- はなかっぱ（カラバッチョの父）

### 劇場アニメ
1986年
- 天空の城ラピュタ（アンリ）

1987年
- タッチ3 君が通り過ぎたあとに（部長）

1988年
- ウルトラB ブラックホールからの独裁者B・B!!（奈良野ダイブツ）

1993年
- 銀河英雄伝説 新たなる戦いの序曲（ラオ）

1998年
- とつぜん!ネコの国 バニパルウィット（スットボケ）

2002年
- WXIII 機動警察パトレイバー（三村巡査）

2003年
- こちら葛飾区亀有公園前派出所 THE MOVIE2 UFO襲来! トルネード大作戦!!（カムカム内藤）

2004年
- イノセンス

2012年
- グスコーブドリの伝記（赤ひげの父）

### OVA
1984年
- 魔法の天使クリィミーマミ 永遠のワンスモア（木所マネージャー）

1985年
- 魔法の天使クリィミーマミ ロング・グッドバイ（木所マネージャー）

1986年
- ザ・超女（マリスの父）
- 魔法のスターマジカルエミ 蝉時雨（塩沢進）

1987年
- デビルマン 誕生編（ドス六）
- 魔女っ子クラブ4人組 A空間からのエイリアンX（光の声）

1988年
- 小助さま力丸さま -コンペイ島の竜-（部下A）

1990年
- THE八犬伝（軍木五倍二）
- しあわせのかたち（キャッチマン）

1991年
- 銀河英雄伝説（ラオ）

1992年
- 甲竜伝説ヴィルガスト（ギルダ）

1993年
- 爆炎CAMPUSガードレス（ミッシェル山田）
- MINKY MOMO IN 夢にかける橋（カメラマン）

1997年
- サクラ大戦 桜華絢爛（野次馬ハチ）

1998年
- MASTERキートン（ウエスト大尉）

1999年
- サクラ大戦 轟華絢爛（ハチ、輪投げ屋）

2001年
- るろうに剣心 -明治剣客浪漫譚- 星霜編（警察署長）

### ゲーム
1997年
- ゲーム日本史 革命児ー織田信長（足利義昭）

1998年
- ブレイヴフェンサー 武蔵伝（ハーチノス司祭、ホワイト牧師）

2002年
- ラチェット&クランク（技術者）

2003年
- 怪盗スライ・クーパー（ローリー・ザ・ストームマスター）

2005年
- キングダム ハーツII（プー）

2007年
- キングダム ハーツ Re:チェイン オブ メモリーズ（プー）
- ディズニープリンセス 魔法の世界へ（ガス）

2010年
- キングダム ハーツ バース バイ スリープ（プー）

2011年
- Kinect: ディズニーランド・アドベンチャーズ（プー）
- くまのプーさん 100エーカーの森のクッキングBOOK（プー）

2013年
- キングダム ハーツ HD 1.5 リミックス（プー）※ライブラリ出演

2014年
- キングダム ハーツ HD 2.5 リミックス（プー）※ライブラリ出演

### ドラマCD
- 魔法陣グルグル ドラマCD 〜大迷惑!熱血妖精の恩返し〜（1995年、人獣カセギ）
- グスコーブドリの伝記 イーハトーブの物語（1996年、クーボー博士）
- ラ・ジオブリーダーズ「FIELD OF MADNESS」（1998年、選手B）
- Chara CD Collection 子供の言い分 毎日晴天!4（2005年、達也の父）
- 絢爛舞踏祭 オリジナルドラマ2 希望号DISC（2006年、サウド・モハメッド・アル・サウード）

### 吹き替え

#### 映画
- 悪漢探偵
- アメリカン・グラフィティ ※TBS版
- キャスパー（スティンキー〈ジョー・アラスキー〉）※日本テレビ版
- 地獄からの生還/プラトーン・リーダー（ジョシュア・パーカー〈ジェシー・ダブソン〉）※テレビ朝日版
- 少林サッカー（デビルチームFW）※インターナショナル版
- 処刑ライダー（ガット）※TBS版
- スーパーマンIV/最強の敵（ジミー・オルセン〈マーク・マクルーア〉）※テレビ東京版
- スター・ウォーズ エピソード2/クローンの攻撃
- スチュアート・リトル（ラッキー〈ジム・ドゥーハン〉）※ソフト版
- スプリング・ガーデンの恋人（老人）
- ダンジョン&ドラゴン ※日本テレビ版
- デアデビル（ウェズリー・ウェルチ〈リーランド・オーサー〉）※ソフト版
- テンタクルズ ※TBS版
- バッドボーイズ2バッド（マテオ・レイエス刑事〈ユル・ヴァスケス〉）※ソフト版
- ピンク・パンサー4（ケイトー〈バート・クウォーク〉）
- ぼくのバラ色の人生（ティエリー〈ジャン=フランソワ・ガロッテ〉）
- 星の王子 ニューヨークへ行く（オーハ首相）※ソフト版
- ポリスアカデミー5 マイアミ特別勤務 ※ソフト版
- ミュータント・ニンジャ・タートルズ2（ドナテロ）※劇場公開版
- ムースポート（モーリス〈ウェイン・ロブソン〉）※ソフト版
- Let'sチェックイン!（ラファージ〈ポール・ルーベンス〉）
- ローズマリー（ベン〈トム・ブレイ〉）
- 101（ホーレス〈マーク・ウィリアムズ〉[30]）※テレビ朝日版

#### ドラマ
- 宇宙船レッド・ドワーフ号（クライテン〈ロバート・ルウェリン〉）※シーズン8まで
- スポットライト（コ・ビョンチョン）
- ふたりは最高! ダーマ&グレッグ
- フレンズ
- ボーイ・ミーツ・ワールド

#### アニメ
- アイドル忍者タートルズ（ラファエロ）※BS2版
- がんばれタッグス（ハーキュリー、コースト・ガード、スカトルバット・ピート）
- キャッツ・ドント・ダンス（T.W.）
- 原始家族フリントストーン ※大映ビデオ版
- シャーク・テイル（アーニー）
- ディズニー作品
  - くまのプーさん（プー〈3代目〉）
    - くまのプーさん 完全保存版 ※BVHE版3代目
    - くまのプーさん/ルーの楽しい春の日
    - くまのプーさん ザ・ムービー/はじめまして、ランピー!
    - くまのプーさん/ランピーとぶるぶるオバケ
    - ザ・ブック・オブ・プー
    - プーさんといっしょ
    - くまのプーさん（2011）

  - 史上最強のグーフィー・ムービー Xゲームで大パニック!（P.J.）
  - シンデレラII（ガス）
  - シンデレラIII 戻された時計の針（ガス）
  - ダックテイル（ドゥーファス）
  - チップとデールの大作戦（モール）※テレビ東京版
  - ブラザー・ベア（エドガー）
  - フランクリン物語（エイモス・マウス）※BVHE版
  - ブレイブ・リトル・トースター（ランピー・ランプ）※NHK-BS2版
  - ヘラクレス（焦げた男）
  - ホーム・オン・ザ・レンジ にぎやか農場を救え!（ラッキー・ジャック）
  - モンスターズ・インク（ニードルマン）
  - 優しきライオン ランバート（ナレーション、コウノトリ）※BVHE版
  - レミーのおいしいレストラン（ラルース）
- ディック・トレイシー（マンブルス）※VHS版
- 長くつ下のピッピ（クリン&クラン）

### 特撮
1990年
- 美少女仮面ポワトリン（小川先生役）

1991年
- 不思議少女ナイルなトトメス（松本先生の母役、ナイルの悪魔の声）

1992年
- うたう!大龍宮城（ホタテガイ〈市川ホタテガイ之丞〉役）

1993年
- 有言実行三姉妹シュシュトリアン（スイカの霊役）

1995年
- 超力戦隊オーレンジャー（バラスカンクの声）

1996年
- 激走戦隊カーレンジャー（UU〈ウスウス〉ウッスの声）

1999年
- テツワン探偵ロボタック（金の皿社社長役）

2007年
- ULTRASEVEN X（酔っ払い役）

2009年
- 仮面ライダーW（村雨吾郎役）

### ナレーション
- ダウトをさがせ!（TBS）

### バラエティ
- 世界まるごとHOWマッチ（TBS） - 声の出演
- パオパオチャンネル（テレビ朝日） - 靴下脱がしレスリング・レフェリー
- 行列のできる法律相談所（日本テレビ）
- 秘密のケンミンSHOW（日本テレビ）

### ラジオ
- 千葉繁のスパイラル・ワールド

### テレビドラマ
- 水曜ドラマ 妻たちの課外授業（1985年 - 1986年、日本テレビ）
- プロゴルファー祈子（1987年 - 1988年、フジテレビ / 大映テレビ）
- 避暑地の猫 第1話（1988年9月1日、テレビ朝日）
- 第一生命スペシャル ボクたちの宝島（1988年9月14日、フジテレビ）
- シリーズ街・東京都心 問題の教師 第1回「女生徒A」（1989年3月2日、テレビ朝日）
- 君の瞳に恋してる! 第8話「一度破れた恋を復活する法」 （1989年3月6日、フジテレビ）
- 奇妙な出来事 第3話「オーム返し」（1989年10月23日、フジテレビ / 共同テレビ） - 電話の声
- びんた（1990年、TBS）
- 列島縦断トラベルサスペンス マッチ箱の人生（1990年8月6日、テレビ東京） - 原田 役
- ドラマスペシャル ごめんねコーちゃん（1990年9月24日、NHK）
- 火曜サスペンス劇場 山岳ミステリー 第3作「八甲田山 死の誘い」（1990年12月18日、日本テレビ） - 田中 役
- 新春ドラマスペシャル 和宮様御留（1991年1月1日、テレビ朝日）
- ドラマチック22 危険な女（1991年2月2日、TBS）
- 世にも奇妙な物語（フジテレビ）
  - 第2シリーズ 「三人死ぬ」（1991年5月30日）
  - 第2シリーズ 「百円の脳みそ」（1991年7月4日）
  - 第3シリーズ「不幸の伝説」（1992年6月25日） - 大森の声
- 安川刑事シリーズ（フジテレビ）
  - 第2作「殺してしまいたい」（1991年11月15日） - 鑑識 役
  - 第3作「骨まで愛して…」（2003年10月15日） - 警官 役
- ドラマ特別企画 花と竜（1992年1月4日、TBS）
- 金曜ドラマシアター →金曜エンタテイメント →金曜プレステージ（フジテレビ）
  - 主婦たちのざけんなョ!!「不倫防虫剤の効能」（1992年1月10日） - 会社員 役
  - 黒田軟骨の女難 妄想癖の女（2001年1月26日）
  - 封印された「拉致」 海に消えた真実 〜母・寺越友枝 愛の戦い41年〜（2004年9月24日） - 寺越昭二 役
  - 積木くずし真相〜あの家族、その後の悲劇〜 前編（2005年9月2日）
  - 生きててもいい…? 〜ひまわりの咲く家〜（2006年3月3日）
  - ひみつな奥さん 第1弾「銀座No.1ホステスが警官の妻に! お水とバレたら夫はクビ! 主婦と銀座の女…二つの顔を持つ蝶子が悪徳事件に挑む痛快サスペンス!」（2006年11月17日） - 松本 役
  - 奥様は警視総監 第2作「元警視総監の専業主婦が夫に内緒の現場復帰でヘソクリ稼ぎ」（2007年6月29日） - 署長 役
- 大河ドラマ（NHK）
  - 信長 KING OF ZIPANGU（1992年）
  - 炎立つ（1993年 - 1994年） - 貴族 役
  - 八代将軍吉宗（1995年） - 女形 役
  - 秀吉（1996年）
  - 元禄繚乱（1999年） - 獄舎の男 役
  - 風林火山 第11話「信虎追放」（2007年3月18日） - 飛鳥井雅教 役
- 外科医有森冴子 第1シリーズ 第7話「有森変身します」（1990年、日本テレビ）
- 土曜ワイド劇場（テレビ朝日） 
  - 出しゃばり看板娘の推理 好きな人の死体を発見して、ヘッドハンター殺人事件（1991年8月3日）
  - 松本清張作家活動40年記念・霧の旗（1991年11月23日、東映） - 久岡 役
  - 女調査員・おでん屋“ぽんた”探偵局 第2作「捨てられた赤ん坊に保険金が!? レイプ?自殺か殺人か!? 親子鈴に秘められた謎」（1998年8月15日、PDS） - 花田吟 役
  - 覗く女 実況中継された連続殺人!（2002年8月24日、Gカンパニー）
  - リカ（2003年3月1日、共同テレビ）
  - ショカツの女 新宿西署 刑事課強行犯係 第5作「母娘を誘拐された女刑事！容疑者は警察官か!?殺人現場に残された謎の血文字とは？誘拐に秘められた驚愕の真実を暴け!!」（2011年1月15日、大映テレビ） - ふたば児童学園 園長 役
- 月曜ミステリー劇場（TBS） 
  - 弁護士迫まり子の遺言作成ファイル 第4作「再会」（2002年3月18日） - 関根勝 役
  - 自治会長 糸井緋芽子 社宅の事件簿 第4作「リストラ人事をした前任者が転落死! 出世した夫に地獄の日々…いい気になると殺されるぞ! 殺人鬼の手から緋芽子の命を救え」（2004年3月22日） - 牧野 役
- 土曜ドラマ（NHK）
  - がんばらんば 平成の島原大変（1993年10月9日）
  - トップセールス 最終話「未来への選択」（2008年5月31日）
- 連続テレビ小説（NHK）
  - 春よ、来い 第1回（1994年10月3日）
  - ひまわり 第1回（1996年4月1日）
  - ちゅらさん 第142回（2001年9月13日） - サラリーマン 役
  - こころ 第92回（2003年7月15日）
- 逃亡者 第11話「事件が消えた!」（1992年9月9日、フジテレビ）
- 生きがいドラマシリーズ・銀の雫 第2夜 「連れ合い」（1993年2月9日、NHK）
- チャンス! 最終話（1993年6月30日、フジテレビ）
- 大家族ドラマ 嫁の出る幕 第1話、第9話、第10話（1994年7月14日・9月8日・9月15日、テレビ朝日）
- ドラマ特別企画 好きやねん父ちゃん2（1995年4月2日、TBS）
- ジューン・ブライド 第4章「カンジる女」（1995年5月5日、TBS）
- 正義は勝つ 第9話（1995年12月13日、フジテレビ）
- はるちゃん（1996年 - 2002年、東海テレビ）
- 協奏曲 最終話「三人の朝」（1996年12月13日、TBS）
- 友達の恋人（1997年、TBS）
- 東芝日曜劇場（TBS）
  - オトナの男 第5話「今夜、プロポーズ」（1997年8月3日）
  - 催眠 第1話「ムラサキの蝶－白昼に舞う連続死の謎!」（2000年7月9日）
- 物書同心いねむり紋蔵（1998年、NHK）
- 天までとどけ7 第4話（1998年4月9日、TBS）
- ショムニ 第1シリーズ 第3話「アミダで!? リストラ」 （1998年4月29日、フジテレビ）
- ハルモニア この愛の涯て（1998年、日本テレビ）
- GTO（フジテレビ / 関西テレビ）
  - 第8話「二学期の始業式にクビになる教師」（1998年8月25日）
  - 第11話「美人看護婦にしかられる暴力教師」（1998年9月15日）
  - GTOドラマスペシャル（1999年6月29日）
- 別れたら好きな人（1999年、テレビ東京）
- 月下の棋士 第3局「運勢最悪 傷だらけの将介の逆襲」（2000年1月31日、テレビ朝日 / MMJ）
- 天気予報の恋人 第4話「タイム・リミットは14時」（2000年5月1日、フジテレビ）
- サラリーマン金太郎2 第7話「ニセ金太郎現れる!?」（2000年5月21日、TBS / ドリマックス・テレビジョン） - スナック店主 役
- 時代劇ロマン 一絃の琴 第9回「姉妹」（2000年5月22日、NHK）
- 20歳の結婚 第2話「初めて!ふたりの夜」（2000年7月13日、TBS）
- 女優・杏子 第13回「シャイなラブコール」（2001年2月22日、フジテレビ）
- Pure Soul〜君が僕を忘れても〜 letter 5「好きなのに忘れてしまう」（2001年5月7日、日本テレビ）
- 私を旅館に連れてって 第11話「閉館」（2001年6月20日、フジテレビ）
- さよなら、小津先生 第4話（2001年10月30日、フジテレビ）
- レッツ・ゴー!永田町 第4話（2001年10月31日、日本テレビ）
- ギンザの恋（2002年、読売テレビ）
- 恋するトップレディ 第1話（2002年1月8日、フジテレビ）
- 恋ノチカラ 最終話（2002年3月21日、フジテレビ）
- 恋愛偏差値（2002年、フジテレビ / 共同テレビ）
- 大好き!五つ子4 第1話（2002年7月22日、TBS） - 後藤信夫 役
- サトラレ  第6話 （2002年8月8日、テレビ朝日）
- 金曜時代劇 茂七の事件簿 新ふしぎ草紙 第8話 （2002年9月6日、NHK） - 金二郎 役
- 太陽と雪のかけら 第13話（2002年9月18日、TBS）
- 逮捕しちゃうぞ 最終話（2002年12月12日、テレビ朝日）
- 月曜ドラマシリーズ（NHK）
  - 緋色の記憶〜美しき記憶の秘密〜 第1話、第2話、最終話（2003年1月6日・1月27日）
  - ハチロー〜母の詩、父の詩〜 第5話（2005年2月21日） - 写真屋 役
- 恋は戦い! Round1「バツイチVS30女VS駄男好き」（2003年1月9日、テレビ朝日）
- 日曜劇場 笑顔の法則 第7話「鬼女将の秘密」（2003年5月25日、TBS）
- Stand Up!! 第9話「親友に奪われた恋」（2003年8月29日、TBS）
- クニミツの政 第10話（2003年9月2日、フジテレビ）
- 特命係長 只野仁 1stシーズン 最終話「出向命令」（2003年9月19日、テレビ朝日）
- 水曜・女と愛とミステリー 多摩南署たたき上げ刑事・近松丙吉 第3作「依頼人の娘」（2003年11月26日、テレビ東京 / BSジャパン）
- 水曜プレミアホットマン’04春スペシャル（2004年1月14日、TBS）
- 新しい風 第4話「総理に恥をかかせた男」（2004年5月6日、TBS）
- ああ探偵事務所 第4話（2004年7月30日、テレビ朝日）
- 新春ドラマスペシャル ナニワ金融道6（2005年1月3日、フジテレビ）
- 渡る世間は鬼ばかり 第7シリーズ 最終話（2005年3月31日、TBS） - 「幸楽」の客 役
- 曲がり角の彼女 第1話「30代ガードルvs20代Tバック」（2005年4月19日、フジテレビ / 関西テレビ）
- 恋におちたら〜僕の成功の秘密〜 第4話「ヒルズは歌う」（2005年5月5日、フジテレビ）
- 笑う三人姉妹 第1話（2005年5月16日、NHK）
- はるか17 第1話、第2話、第5話（2005年7月1日・7月8日・8月12日、テレビ朝日）
- がんばっていきまっしょい 第7艇「別れる二人」（2005年8月23日、フジテレビ）
- 喰いタン File.3 「テレビ局を食い荒らす!」（2006年1月28日、日本テレビ） - 酒井 役
- Ns'あおい スペシャル「桜川病院最悪の日」（2006年9月26日、フジテレビ / 共同テレビ） - ホームレス 役
- 今週、妻が浮気します 第1話「大ピンチの男!」（2007年1月16日、フジテレビ） - 運転手 役
- 火曜ドラマゴールド 潜入刑事 らんぼう2（2007年2月6日、日本テレビ） - 大熊 役
- バンビ〜ノ! 第1話「仕事って甘くない」（2007年4月18日、日本テレビ） - 客 役
- 鬼嫁日記 いい湯だな 第4話（2007年5月8日、フジテレビ） - まどかの学校の教師 役
- 生徒諸君! 第6話、第7話（2007年5月25日・6月1日、ABC / テレビ朝日） - 記者 役
- 特急田中3号 第7話「愛しの彼女と人生初のラブトレイン発車」（2007年5月25日、TBS） - 人事担当 役
- プロポーズ大作戦 第9話「最後の一瞬に何を賭けますか」（2007年6月11日、フジテレビ） - お客様 役
- 白と黒（2008年、フジテレビ）
- 祝女（2008年 - 2012年、NHK）
- 水曜ミステリー9 付き人女優・安野すみれ 楽屋裏事件ファイル「密室楽屋で毒殺された大女優!」（2009年1月21日、テレビ東京） - 通行人 役
- 婚カツ! 第1話、第8話 - 最終話（2009年4月20日・6月8日 - 29日、フジテレビ） - 多田 役
- ハンチョウ〜神南署安積班〜 シーズン1 File.04「通り魔に襲われた女」（2009年5月4日、TBS / ドリマックス） - クリーニング店上司 役
- 土曜時代劇（NHK）
  - 咲くやこの花（2010年1月23日） - 行司 役
  - 隠密八百八町 第2話（2011年1月15日） - 芸人 役
- 娼婦と淑女 第5話、第7話、第15話、第16話、第18話、第23話、最終話（2010年4月9日・13日・23日・26日・28日・5月5日・7月2日、フジテレビ） - 羽賀重男 役
- 怪物くん 第4話（2010年5月8日、日本テレビ） - 夫 役
- ドラマ10 離婚同居 第1話（2010年5月18日、NHK） - カメラマン 役
- 崖っぷちのエリー 〜この世でいちばん大事な「カネ」の話〜 第7話 「衝撃! 恋愛スキャンダル発覚!! テレビの王様と直接対決で生き残れ!」（2010年8月20日、テレビ朝日） - 樋口 役
- BOSS 2ndシーズン 第5話（2011年5月19日、フジテレビ） - スーパーの店員 役
- 水戸黄門第43部 第9話（2011年9月5日、TBS / C.A.L） - 捨松 役
- 11人もいる! 第1話（2011年10月21日、テレビ朝日） - 金融業者 役
- 僕とスターの99日 第2話（2011年10月30日、フジテレビ） - 居酒屋の客 役
- ハングリー! 第1話（2012年1月10日、フジテレビ） - 八百屋 役

### 映画
- スキンレスナイト（1991年） - 木戸憲一 役
- 人間交差点 雨（1993年） - 今野教官 役
- みんな〜やってるか!（1995年）
- GONIN（1995年）
- ノロイ（2005年）
- MAZE（2006年）
- みづうみ（2006年） - 弦巻高市 役
- それでもボクはやってない（2007年）
- 涙でいっぱいになったペットボトル〜カンペの手紙〜 （2007年） - 生保営業マン 役
- 死にぞこないの青（2008年）
- 少年メリケンサック（2009年）※方言指導も担当
- 新宿インシデント（2009年） - 警官 役

### オリジナルビデオ
- 修羅之魂 激動渡世編 （2008年） - ビルのオーナー 役

### 舞台
- トリックすたあ

### CM
- マスターカード
- シャープ U's オーブントースターレンジ「夫婦」
- エバラ食品工業 - エバラ焼肉のタレ（顔出し、夫役）
- いつも（高知県限定）
- レゴ・街シリーズ（泥棒役）
- 久光製薬「サロンパス30」
- 全薬工業「ジキニン」
- 英会話のイーオン

### その他のコンテンツ
- 東京ディズニーランド
  - モンスターズ・インク“ライド&ゴーシーク!”（ニードルマン）
  - 東京ディズニーランド・エレクトリカルパレード・ドリームライツ（プー）※2006年11月7日 - 2015年7月5日
  - ジュビレーション!（プー）
  - ハピネス・イズ・ヒア（プー）